# Conchita Martínez
Concepción Martínez Bernat (Monzón, Huesca, 16 de abril de 1972), conocida como Conchita Martínez, es una extenista española y excapitana de las selecciones españolas de tenis femenina (2013-2017) y masculina (2015-2017) y miembro del Salón de la Fama del Tenis Internacional.
Durante su carrera, ganó un Campeonato de Wimbledon en 1994 y fue finalista en dos Grand Slam más, en el Abierto de Australia 1998 y en el Roland Garros de 2000, todos en categoría individual. Logró además tres medallas en tres Juegos Olímpicos distintos y con la selección nacional, logró cinco títulos de Copa Federación y cinco subcampeonatos. Fue la entrenadora de Garbiñe Muguruza desde la temporada 2020.
El 12 de diciembre de 2021 la WTA la premió con el título 'Entrenadora del año' 2021.

## Trayectoria deportiva

### Inicios
Conchita Martínez comenzó a destacar desde muy joven. Con 15 años ganó la medalla de oro en los Juegos Mediterráneos de 1987, celebrados en la localidad siria de Latakia, al vencer en la final a la griega Angeliki Kanellopoulou por 6-3, 5-7 y 6-1. Un año después, en 1988, se proclama campeona de España al vencer en la final a Arantxa Sánchez Vicario.
La aragonesa, ya en júnior, se mostraba muy superior a sus rivales y su estreno en el circuito no se podía demorar. Su debut en el antiguo circuito de Virginia Slims, se vivió en Suiza en 1988, en el torneo previo a Roland Garros, y cayó en primera ronda ante Mercedes Paz. En ese Roland Garros de 1988, primer 'Grand Slam' en el que tomaba parte, dejó su tarjeta de presentación, en el que destacaba un 'drive' considerado como el mejor del circuito, al alcanzar los octavos de final en una andadura en donde había dejado por el camino a toda una 'top ten' como n o Lori McNeil. El torneo francés se convirtió en su mejor escaparate ya que en sus siguientes nueve participaciones siempre alcanzó, al menos, los cuartos. Meses después, en Sofía, Conchita conseguía su primer título como profesional después de dejar por el camino a Katerina Maleeva, número 14 del ranking mundial, y a Barbara Paulus en la final. Era el segundo torneo a nivel internacional que el tenis español sumaba en toda su historia después del conseguido en julio de ese mismo año por Arantxa Sánchez Vicario y es que catalana y aragonesa ya hacían vislumbrar un futuro dorado para el tenis nacional femenino, que hasta entonces había contado con la escasa referencia de Lili Álvar .

### Apogeo
Conchita camina hacia su madurez y en el año 1993 lo demuestra sumando 71 victorias y hasta cinco torneos. En el mismo año, Conchita se convirtió en la primera mujer española desde Lilí de Álvarez, en 1928, en llegar a las semifinales de Wimbledon, donde perdió contra la alemana Steffi Graf 7-6, 6-3, y ganó el Abierto de Roma. Conchita venció a Steffi, número uno del mundo, por primera y única vez en su carrera, en un torneo en Filadelfia en la final. Como curiosidad, cabe destacar que este año, la banda británica de pop Saint Etienne, le dedicó en su segundo álbum So tough el tema que lleva su mismo nombre: “Conchita Martínez”.
En el año 1994, Conchita Martínez se convertiría en la primera, y única hasta 2017, tenista española en ganar el torneo más prestigioso del panorama tenístico, Wimbledon, derrotando a Martina Navratilova en la final por 6-4, 3-6 y 6-3. La jugadora española alcanzaría la última ronda de un torneo de Grand Slam otras dos veces, en Australia (en el año 1998) y en Roland Garros (en el año 2000).
En el año 1995 alcanzó las semifinales de todos los torneos del Grand Slam y se convirtió en la n.º 2 mundial de la WTA. En Wimbledon 1995, Conchita se deshizo de Sabatini en cuartos de final, con un marcador final de 7-5 y 7-6. Pero en las semifinales, Arantxa derrota a Conchita: 6-3, 6-7 (5-7) y 6-1. En el año 1996 gana de nuevo el Abierto de Roma, convirtiéndose en la única tenista que gana cuatro años consecutivos este torneo.

### Doblista
Además de su rendimiento a nivel individual en la WTA (en la que se ha mantenido en la élite tenística en tres épocas distintas, adaptando su juego a las distintas generaciones y finalizando entre las diez mejores jugadoras del mundo en nueve temporadas distintas), Conchita Martínez ha demostrado también su capacidad como jugadora de dobles. En esta modalidad, la tenista ha conseguido 13 títulos de la WTA y, en compañía de Virginia Ruano, la clasificación para el Masters Femenino en el año 2005, año en el que se situó entre las diez mejores doblistas del mundo.
Conchita Martínez ha competido con España tanto en los Juegos Olímpicos como en la Copa Federación, consiguiendo cinco títulos y tres medallas olímpicas.

### Retirada
El 15 de abril de 2006, Conchita anunció su retirada del circuito profesional, destacando como hitos en su carrera, haber logrado torneos en todas las superficies posibles (33 individuales de la WTA), ser la primera española que ha ganado medallas en tres Juegos Olímpicos distintos, haber ganado 71 partidos en una temporada (1993) y ser la primera tenista que gana por un doble 6-0 a una jugadora situada entre las diez mejores del mundo.

### Capitana nacional
El 26 de enero de 2013 fue elegida capitana del equipo español de Copa Federación. El 5 de julio de 2015, fue a su vez designada por la RFET, capitana del equipo español de Copa Davis, convirtiéndose así en la primera mujer en ponerse al frente de la selección masculina de tenis. La RFET la destituyó de su puesto en septiembre de 2017, hecho que provocó malestar en Conchita Martínez, que manifestó estar dolida por el trato recibido por la RFET.
Recientemente, Conchita fue elegida para entrar en el Salón de la Fama del Tenis Internacional (clase de 2020)

### Entrenadora
En el 2007 entrenó a la israelí Shahar Peer y posteriormente a la eslovaca Janet Husarova y a la australiana Rennae Stubbs. En el 2011 trabaja con las rusas Anastasia Rodionova, Sally Peres y Alicia Monk.  Posteriormente lo hace con la checa Karolina Pliskova. 
En el año 2017 colaboró con la tenista española Garbiñe Mugurza en Wimbledon torneo el cual terminó ganando. En el año 2020 empezaron a trabajar juntas ya como entrenadora oficial. Durante este período Mugurza alcanzó el número 1 de la WTA y ganó las WTA Finals. En el año 2023 anunciaron que separaban sus caminos. 
Posteriormente, en el 2023 empezó a entrenar a al checa Marie BouzkovaDesde el 2024 trabaja con la joven tenista rusa Mirra Andreeva. 

## Récords
- Es la tenista española que más torneos individuales ha ganado, 33. Y la segunda absoluta de España, solo por detrás de Rafael Nadal.
- Es la única tenista española en ganar medalla en tres Juegos Olímpicos distintos.[17]
- Es la primera tenista en ganar por un doble 6-0 a una jugadora situada entre las diez mejores del mundo.
- Es la primera mujer que se pone al frente del equipo español de Copa Davis en una competición.
- Ganó el torneo de Hamburgo en 1995 perdiendo solo 7 juegos en cuatro partidos.

## Grand Slam

### Ganados(1)
| Año  | Campeonato | Oponente en la Final | Resultado     |
| 1994 | Wimbledon  | Martina Navrátilová  | 6–4, 3–6, 6–3 |

### Finalista (2)
| Año  | Campeonato           | Oponente en la Final | Resultado |
| 1998 | Abierto de Australia | Martina Hingis       | 3–6, 3–6  |
| 2000 | Roland Garros        | Mary Pierce          | 2–6, 5–7  |

### Clasificación en torneos del Grand Slam
| Torneo                 | 2005 | 2004 | 2003 | 2002 | 2001 | 2000 | 1999 | 1998 | 1997 | 1996 | 1995 | 1994 | 1993 | 1992 | 1991 | 1990 | 1989 | 1988 | Títulos | G-P   |
| ---------------------- | ---- | ---- | ---- | ---- | ---- | ---- | ---- | ---- | ---- | ---- | ---- | ---- | ---- | ---- | ---- | ---- | ---- | ---- | ------- | ----- |
| Australian Open        | 1r   | 1r   | 1r   | 2r   | 2r   | SF   | 3r   | F    | 4r   | CF   | SF   | CF   | 4r   | 4r   | -    | -    | 2r   | -    | 0       | 38-15 |
| Roland Garros          | 1r   | 2r   | CF   | 2r   | 3r   | F    | CF   | 4r   | 4r   | SF   | SF   | SF   | CF   | CF   | CF   | CF   | CF   | 4r   | 0       | 62-18 |
| Wimbledon              | 3r   | 1r   | 3r   | 3r   | CF   | 2r   | 3r   | 3r   | 3r   | 4r   | SF   | G    | SF   | 2r   | -    | -    | -    | -    | 1       | 38-13 |
| US Open                | 1r   | 1r   | 2r   | 2r   | -    | 3r   | 4r   | 4r   | 3r   | SF   | SF   | 3r   | 4r   | 1r   | CF   | 3r   | 4r   | 1r   | 0       | 36-17 |
| WTA Tour Championships | -    | -    | -    | -    | -    | CF   | 1r   | 1r   | 1r   | CF   | CF   | CF   | CF   | CF   | 1r   | CF   | 1r   | -    | 0       | 7-12  |

## Títulos WTA

### Individuales

#### Ganados (33)
| Leyenda               |
| --------------------- |
| Tier I                |
| Tier II               |
| Tier III              |
| Tier IV               |
| VS                    |
| Grand Slam            |
| WTA Tour Championship |
| Oro Olimpiadas        |
| Plata Olimpiadas      |
| Bronce Olimpiadas     |

| N.º | Fecha                    | Torneo        | Superficie    | Oponente en la final    | Resultado      |
| --- | ------------------------ | ------------- | ------------- | ----------------------- | -------------- |
| 1.  | 8 de agosto de 1988      | Sofía         | Dura          | Barbara Paulus          | 6–1, 6-2       |
| 2.  | 6 de febrero de 1989     | Wellington    | Dura          | Jo-Anne Faull           | 6–1, 6-2       |
| 3.  | 17 de abril de 1989      | Tampa         | Tierra batida | Gabriela Sabatini       | 6-3, 6–2       |
| 4.  | 11 de septiembre de 1989 | Phoenix       | Dura          | Elise Burgin            | 3-6, 6-4, 6-2  |
| 5.  | 17 de septiembre de 1990 | París         | Tierra batida | Patricia Tarabini       | 7-5, 6-3       |
| 6.  | 15 de octubre de 1990    | Phoenix       | Dura          | Marianne Witmeyer       | 7-5, 6-1       |
| 7.  | 5 de noviembre de 1990   | Indianápolis  | Dura          | Leila Meskhi            | 6-4, 6-2       |
| 8.  | 22 de abril de 1991      | Barcelona     | Tierra batida | Manuela Maleeva         | 6-4, 6-1       |
| 9.  | 15 de julio de 1991      | Kitzbühel     | Tierra batida | Judith Wiesner          | 6-1, 2-6, 6-3  |
| 10. | 16 de septiembre de 1991 | París         | Tierra batida | Ines Gorrochategui      | 6-0, 6-3       |
| 11. | 6 de julio de 1992       | Kitzbühel     | Tierra batida | Manuela Maleeva         | 6-0, 3-6, 6-2  |
| 12. | 10 de enero de 1993      | Brisbane      | Dura          | Magdalena Maleeva       | 6–3, 6–4       |
| 13. | 22 de marzo de 1993      | Houston       | Tierra batida | Sabine Hack             | 6-3, 6-2       |
| 14. | 3 de mayo de 1993        | Roma          | Tierra batida | Gabriela Sabatini       | 7-5, 6-1       |
| 15. | 26 de julio de 1993      | Vermont       | Dura          | Zina Garrison           | 6-3, 6-2       |
| 16. | 8 de noviembre de 1993   | Filadelfia    | Dura          | Steffi Graf             | 6-3, 6-3       |
| 17. | 28 de marzo de 1994      | Charleston    | Tierra batida | Natasha Zvereva         | 6-4, 6-0       |
| 18. | 2 de mayo de 1994        | Roma          | Tierra batida | Martina Navrátilová     | 7-6 (7-5), 6-4 |
| 19. | 25 de junio de 1994      | Wimbledon     | Hierba        | Martina Navrátilová     | 6-4, 3-6, 6-3  |
| 20. | 26 de julio de 1994      | Vermont       | Dura          | Arantxa Sánchez Vicario | 4-6, 6-3, 6-4  |
| 21. | 23 de marzo de 1995      | Charleston    | Tierra batida | Magdalena Maleeva       | 6-1, 6-1       |
| 22. | 3 de abril de 1995       | Amelia Island | Tierra batida | Gabriela Sabatini       | 6-1, 6-4       |
| 23. | 1 de mayo de 1995        | Hamburgo      | Tierra batida | Martina Hingis          | 6-1, 6-0       |
| 24. | 8 de mayo de 1995        | Roma          | Tierra batida | Arantxa Sánchez Vicario | 6-3, 6-1       |
| 25. | 31 de julio de 1995      | San Diego     | Dura          | Lisa Raymond            | 6-2, 6-0       |
| 26. | 7 de agosto de 1995      | Los Ángeles   | Dura          | Chanda Rubin            | 4-6, 6-1, 6-3  |
| 27. | 6 de mayo de 1996        | Roma          | Tierra batida | Martina Hingis          | 6-2, 6-3       |
| 28. | 28 de octubre de 1996    | Moscú         | Dura          | Barbara Paulus          | 6-1, 4-6, 6-4  |
| 29. | 11 de mayo de 1998       | Berlín        | Tierra batida | Amélie Mauresmo         | 6-4, 6-4       |
| 30. | 13 de julio de 1998      | Varsovia      | Tierra batida | Silvia Farina Elia      | 6-0, 6-3       |
| 31. | 12 de julio de 1999      | Sopot         | Tierra batida | Karina Habšudová        | 6-1, 6-1       |
| 32. | 8 de mayo de 2000        | Berlín        | Tierra batida | Amanda Coetzer          | 6-1, 6-2       |
| 33. | 31 de enero de 2005      | Pattaya       | Dura          | Anna Groenefeld         | 6-3, 3-6, 6-3  |

### Dobles
- 1988: (1) Sofía (con Barbara Paulus)
- 1992: (1) Barcelona (con Arantxa Sánchez-Vicario), Plata en los Juegos Olímpicos de Barcelona en la modalidad de dobles femeninos junto con Arantxa Sánchez Vicario
- 1993: (2) Brisbane (con Larisa Neiland), Barcelona (con Arantxa Sánchez Vicario)
- 1996: (1) San Diego (con Gigi Fernández), Bronce en los Juegos Olímpicos de Atlanta en la modalidad de dobles femeninos junto con Arantxa Sánchez Vicario
- 1998: (1) Hilton Head (con Patricia Tarabini)
- 1999: (2) Amelia Island (con Patricia Tarabini), Tokio (con Patricia Tarabini)
- 2000: (1) Berlín (con Arantxa Sánchez Vicario)
- 2001: (1) Amelia Island (con Patricia Tarabini)
- 2004: (1) Dubái (con Husárová), Plata en los Juegos Olímpicos de Atenas en la modalidad de dobles femeninos junto con Virginia Ruano
- 2005: (2) Charleston (con Virginia Ruano), San Diego (con Virginia Ruano)

## Representando a España

### Juegos Mediterráneos
- 1987:  Latakia Oro contra Angeliki Kanellopoulou 6-3, 5-7, 6-1

### Juegos Olímpicos
- 1992:  Barcelona Plata en dobles (con Arantxa Sánchez Vicario) contra Gigi Fernández y Mary Joe Fernández 5-7, 6-2, 2-6
- 1996:  Bronce en dobles (con Arantxa Sánchez Vicario) contra Manon Bollegraf y Brenda Schultz-McCarthy 6-1, 6-3
- 2004:  Plata en dobles (con Virginia Ruano Pascual) contra Li Ting y Sun Tiantian 3-6, 3-6

### Copa Federación
Conchita Martínez jugó en la Copa Federación durante 15 años, participando en un total de 53 rondas contra contrincantes de otros países. Disputó un total de 91 partidos (68/23) entre individuales (47/18) y dobles (21/5).
Fue miembro del equipo que ganó los títulos de 1991, 1993-95 y 1998 y perdió las finales de 1989, 1992, 1996, 2000 y 2002.

## Distinciones
| Distinción                                                      | Año  |
| --------------------------------------------------------------- | ---- |
| Entrenadora del año por la WTA                                  | 2021 |
| Salón de la Fama del Tenis Internacional                        | 2020 |
| Gran Cruz de la Real Orden del Mérito Deportivo                 | 2001 |
| Galardón                                                        | Año  |
| Premio Nacional del Deporte «Mejor deportista española del año» | 1994 |